# Paul Blart: Mall Cop
Paul Blart: Mall Cop es una película estadounidense de 2009 escrita y protagonizada por Kevin James y dirigida por Steve Carr. La película fue estrenada el 16 de    enero de 2009 por Columbia Pictures.

## Argumento
Paul Blart tiene aspiraciones de unirse a la policía estatal de Nueva Jersey, y mientras entrena en la academia de policía, su condición de hipoglucemia hace que se derrumbe durante el examen de ingreso, lo que frustra sus posibilidades de pasar el corte final. Para preparar las cosas para su decadente carrera, acepta un trabajo como guardia de seguridad en un centro comercial local.
A medida que avanzan sus días, Paul patrulla el centro comercial usando un segway. De manera uniforme, comienza a entrenar a Veck Simms, un guardia de seguridad recientemente contratado que parece tener poco interés en su nuevo trabajo. Más tarde, Paul conoce a Amy Anderson, vendedora de un quiosco en el centro comercial. Paul expresa sentimientos románticos con Amy y decide encontrarse con ella una noche en un restaurante donde otros trabajan en diferentes lugares dentro del centro comercial. Después de tener un concurso de comidas con Leon, Paul bebe unas margaritas y su comportamiento se vuelve tan errático que termina cayéndose por la ventana.
El viernes negro, el centro comercial está repleto de turistas y un grupo que se hace pasar por ayudantes de Papá Noel inicia un atraco. Paul decide tomar un descanso dentro de una sala de juegos, sin saber que el centro comercial ha sido asediado por la pandilla que se hizo pasar por ayudantes de Papá Noel. Veck, que tiene que convertirse en el autor intelectual de la pandilla, toma como rehenes a Amy y a otros trabajadores del centro comercial dentro de una oficina cercana.
Mientras la policía asalta el exterior del centro comercial, Paul emerge, y cuando se entera de que Amy está retenida como rehén en el interior, decide luchar solo contra la pandilla. Paul puede someter a la tripulación uno tras otro y escolta a los rehenes a través de un respiradero, pero se detiene después de que se demuestra que Leon es demasiado engorroso. Veck trae a Amy y Maya con él, con la intención de huir a las Islas Caimán. Paul saca de contrabando una furgoneta del centro comercial y persigue a Veck.
Cuando la persecución llega a un pequeño avión, Paul puede someter a Veck. James Kent, que estaba al mando de la policía, confiesa que en realidad estaba aliado con Veck y es detenido. Con su heroísmo, a Paul le ofrecen unirse a la policía estatal, pero él lo rechaza y decide retomar sus funciones en el centro comercial. En el epílogo, Paul y Amy están casados y discuten sus planes sobre lo que quieren hacer en el futuro.

## Reparto
- Kevin James como Paul Blart.
- Jayma Mays como Amy Anderson.
- Keir O'Donnell como Veck Simms.
- Bobby Cannavale como el comandante James Kent.
- Adam Ferrara como Sargento Howard.
- Peter Gerety como Jefe Brooks.
- Stephen Rannazzisi como Stuart.
- Jamal Mixon como Leon.
- Adhir Kalyan como Pahud.
- Erick Avari como Vijay.
- Raini Rodriguez como Maya Blart.
- Shirley Knight como Margaret Blart.
- Allen Covert como Seguridad.
- Gary Valentine como cantante de karaoke.
- Yvette Nicole Brown como Amanda Frida.
- Bas Rutten como Instructor.
- Jason Ellis como Prancer.
- Natascha Hopkins como Vixen.
- Mike Escamilla como Blitzen.
- Rick Thorne como Cupido.
- Mike Vallely como Rudolph.

## Producción
La película comenzó a grabarse a finales de febrero de 2008 en Boston.<ref>«A Mall Cop by any other name Archivado el 9 de julio de 2009 en Wayback Machine.». Boston Herald..